# Alek Wek
Alek Wek (ur. 16 kwietnia 1977) – brytyjska supermodelka i projektantka mody pochodząca z Sudanu Południowego.

## Życiorys
Pochodzi z plemienia Dinka. Jej rodzina, uciekając przed wojną domową, przeniosła się w 1991 do Wielkiej Brytanii.

## Kariera
Po raz pierwszy zwróciła na siebie uwagę w 1995 występując w teledysku Tiny Turner do filmu GoldenEye. W 1996 podpisała kontrakt z Ford Models. Od tego czasu zaczęła prezentować kolekcje takich projektantów mody, jak: Ally Capellino, Alexander McQueen, Antonio Berardi, Badgley Mischka, Betsey Johnson, Chanel, Christian Lacroix, DKNY, Dries van Noten, Ghost, Jean Paul Gaultier, Karl Lagerfeld, Lawrence Steele, Marina Spadafora, Michael Kors, Ralph Lauren, Red or Dead, Vivienne Westwood. Jest jedną z ulubionych modelek projektantów Victora & Rolfa, do tej pory brała udział we wszystkich pokazach tychże projektantów. Brała udział w kampaniach reklamowych takich marek jak: Ann Taylor, Issey Miyake, Jean-Paul Gaultier, Moschino, Ralph Lauren oraz Saks Fifth Avenue. Wielokrotnie zdobiła okładki i odbywała sesje zdjęciowe dla międzynarodowych wydań magazynów mody: Elle, Cosmopolitan, Vogue, Harper’s Bazaar.